# Terra Alta (Ribeirinha)
Terra Alta é uma localidade portuguesa da freguesia da Ribeirinha, concelho da Lajes do Pico, ilha do Pico, arquipélago dos Açores.
Esta localidade encontra-se na emediação do povoado de Santo Amaro, já no concelho de São Roque do Pico, da Pedra da Fonte e do Caisinho.